# 川田敬一
川田 敬一（かわた けいいち、1967年 - ）は、日本の法制史学者。専門は近代日本法制史、皇室制度史。金沢工業大学教授、同大学日本学研究所研究員。博士 (法律学)。

## 略歴
大阪府寝屋川市出身。近畿大学附属高等学校、1989年京都産業大学法学部法律学科卒業。1999年同大学大学院法学研究科博士後期課程(法律学)修了。株)そごう、箕面学園福祉保育専門学校・滋賀医科大学・大阪青山短期大学・皇宮警察学校・日本文化大学・植草学園幼児教育専門学校の非常勤講師、日本学術振興会特別研究員（PD）などを経て、2003年金沢工業大学基礎教育部修学基礎教育課程講師。2008年同准教授。

## 著書

### 単著
- 『近代日本の国家形成と皇室財産』（原書房、2001年）
- 『『五箇条の御誓文』を読む』（錦正社、2011年/改訂版、2012年）